# بافل شاكورو
بافيل يفغنيفتش شاكورو  (الروسية: Павел Евгеньевич Шакуро) هو لاعب كرة قدم روسي، من مواليد 25 يوليو 1997، يلعب لنادي أكرون تولياتي.

## روابط خارجية
- بافل شاكورو على موقع قاعدة بيانات كرة القدم.إي يو (الإنجليزية)
- بافل شاكورو على موقع Soccerway.com (الإنجليزية)
- بافل شاكورو على موقع عالم كرة القدم.نت (الإنجليزية)